# 天野裕夫
天野 裕夫（あまの ひろお、1954年3月1日 - ）は、日本の彫刻家。巨大な陶作品なども制作する。

## 略歴
- 1954年 - 岐阜県瑞浪市に生まれる。
- 1969年 - 岐阜県立多治見北高等学校卒業。
- 1972年 - 多摩美術大学彫刻科入学。
- 1976年 - 最初のシンポジウム (岐阜県白鳥町)。
- 1978年 - 最初の個展 (東京都、日本画廊)。
- 1995年 - 天野裕夫彫刻作品集 —《曼陀羅鯨》(まんだらげい)を出版。
- 2005年 - 多摩美術大学客員教授に就任。

## 作品
- 《アーチ構造》土岐市屋外 (岐阜県)
- 《大力(マウンティン･エネジー)》 «高浜工業株式会社» の正面玄関(土岐市)
- 《背美鯨》仙台市わかば公園
- 《心臓の人間》仙台市もみじが丘公園
- 《ラピュタ》名取市屋外(宮城県).
- 《脳内世界》東京都東京国際フォーラム、ホール内
- 《護鬼佛理天》吉野林泉寺(奈良県)
- 映画«海のオーロラ» のコンピューターグラフィックモデル原型作成[2]

## 個展
- 日本画廊 (1978年、東京都)
- 竹川画廊 (1982年、東京都)
- 千葉県立美術館(1985年)
- 東京セントラルアネックスLA TAMA ’90 (1990年、東京都)
- 半田市野外彫刻展「ときめき･シンフォニー都市･はんだを彩る彫刻の世界展」)(1992年)
- 瑞浪市市之瀬廣太記念美術館(1995年)
- 椿近代画廊 (1997年、東京都)[3]
- 「TUES－現代彫刻の展望―、TUES1998－空想世界の造形―、彫刻三人展　天野裕夫展　安藤泉展　藤原吉志子展」美ヶ原高原美術館 (1998年、長野県).
- NICAF 2001 Tokyo – 第7回国際コンテンポラリーアートフェスティバル (2001年、東京都)

## 受賞歴
- 1984年 - 第3回高村光太郎大賞展 彫刻の森美術館賞
- 1986年 – 第1回ロダン大賞展美ヶ原高原美術館賞
- 1996年 - 第6回現代日本陶彫展金賞（《重厚円大カエル》）[1]
- 2002年 – 円空大賞知事賞

## ギャラリー

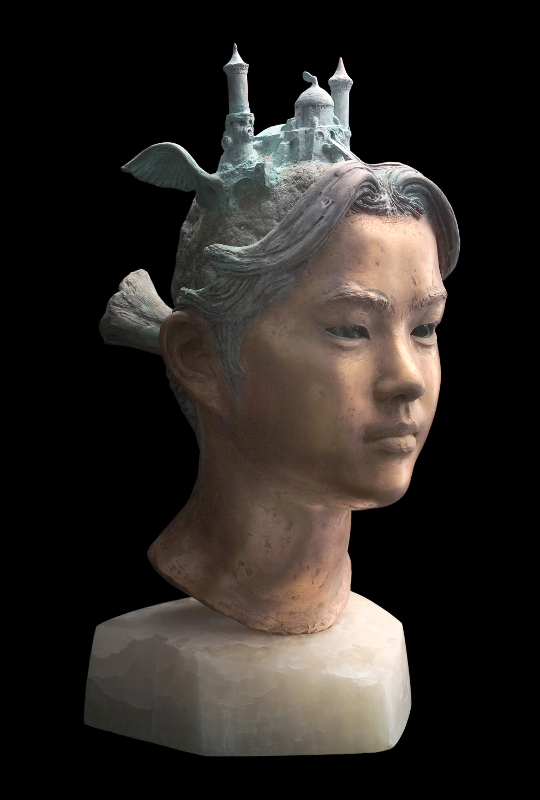
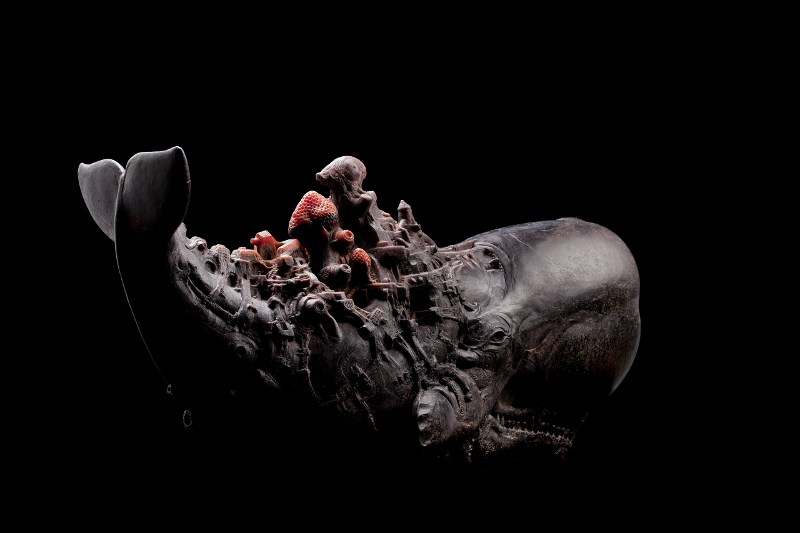
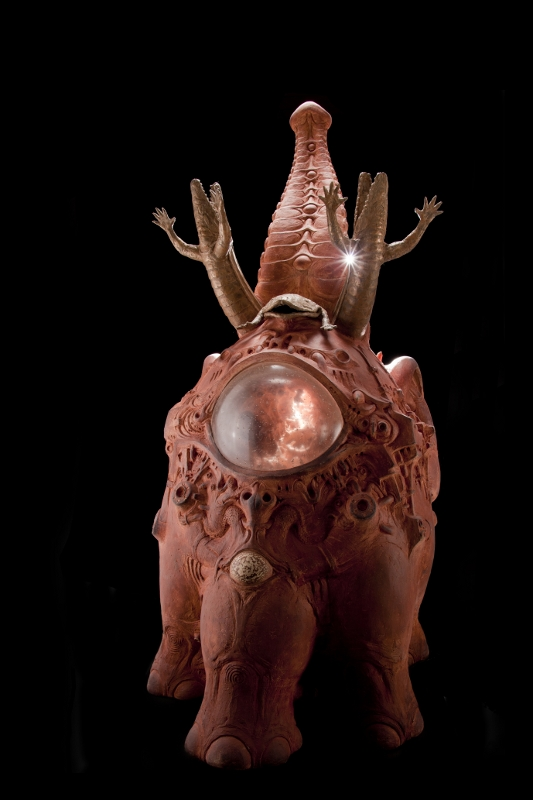

## 出版物
- 1979年 - ｢火石化石煉獄鬼深海からの招待――天野裕夫焼物彫刻作品集｣

## 資料
1995年 – 曼陀羅鯨, 伊藤信之